# Roger Chupin
Roger Chupin (Avrillé, 30 settembre 1921 – Parigi, 12 novembre 2002) è stato un ciclista su strada francese.

## Carriera
Professionista dal 1946 al 1958, ha vinto il Circuit Lyonnais, il Tour du Cantal, la Parigi-Limoges e il Grand Prix du Courrier Picard.

## Palmarès

### Strada
- 1946

Circuit Lyonnaise
Tour du Cantal
- 1947

Parigi-Limoges
- 1938

Classifica generale Circuit du Maine-et-Loire
Grand Prix du Courrier Picard

## Piazzamenti

### Grandi Giri
- Tour de France

1948: ritirato
1950: ritirato
1953: ritirato
1956: 82ª